# Steinberg (Seifersdorf)
Der Steinberg ist ein Berg im Radeberger Land in Sachsen. Er ist 264 Meter hoch und befindet sich ca. 0,5 km nördlich der Ortslage Seifersdorf direkt an der alten böhmischen Glasstraße (auch Salzstraße genannt). Insbesondere nach Westen und Norden bietet sich eine hervorragende Aussicht. Im Norden dominiert der Keulenberg das Panorama.
Morphologisch liegt der Steinberg auf einem 100 Meter mächtigen Quarzgang, der das Granitmassiv durchdringt. Dieser Quarzgang lässt sich in westnordwestlicher Richtung über 5 km verfolgen. Der in dieser Richtung vorgelagerte Diensdorfer Berg (232 Meter) gehört damit morphologisch dazu.
Alte Schriften nennen den Berg Kappelgenberg. In vorreformatorischer Zeit soll hier eine Kapelle gestanden haben. Heute befindet sich in einem kleinen Wäldchen das sechs Meter hohe, hölzerne Lutherkreuz, welches 1883 zum Lutherjubiläum errichtet wurde. Unweit des Wäldchens an der Alten Straße befindet sich ein Steinkreuz vor einer Linde. Dieses Kreuz ist als Mordkreuz belegt. Im Jahr 1678 wurde hier Georg Hille, ein Bediensteter des damals in Seifersdorf herrschenden Rittergeschlechts der Grünrods, von Wolf von Thümmel erstochen. Ein weiteres Steinkreuz befindet sich an der Ottendorfer Straße unweit des Diensdorfer Berges.